# Хохряков Микола Миколайович
Микола Миколайович Хохряков (4 (16) листопада 1857, Вятка, Російська імперія — 19 грудня 1928, Вятка, СРСР) — російський художник-пейзажист.

## Біографія
Народився 1857 року у Вятці (нині місто Кіров) у небагатій міщанській родині. З 1880 по 1882 рік безкоштовно навчався майстерності малюнка та офорту у І. І. Шишкіна в Санкт-Петербурзі (із клопотанням за нього звернувся Аполлінарій Васнецов, з яким Хохряков познайомився, коли той разом з братом приїжджав до Вятки і, відзначивши талант Хохрякова, вирішив допомогти йому стати професійним художником і показав малюнки юнака Шишкіну). Результатом навчання у Шишкіна стало широке застосування у художніх роботах фотографії. У 1882 році М. Хохряков був вимушений повернутися до рідного міста через фінансові труднощі, в цей же період серйозно зайнявшись живописом.
Через два роки, в 1884 році, його картина «Виселки» (рос. «Выселки») була представлена на виставці Товариства пересувних художніх виставок; у 1886 році там же був представлений його пейзаж «Похмурий день». Кілька своїх картин йому вдалося вдало продати («Похмурий день», наприклад, була придбана Третьяковим), що дозволило поправити фінансове становище і здійснити в 1893 році поїздку за кордон.
У діяльності Товариства пересувних художніх виставок Хохряков брав участь до 1918 року, представивши свої роботи (більше десяти) на п'яти виставках; з 1910-тих років почав, крім пейзажів, писати також види інтер'єрів. З 1918 по 1928 рік був директором картинної галереї Вятського художньо-історичного музею вмені В. М. та А. М. Васнецових (ставши також одним із його засновників) і нових полотен в радянський період майже не створював, хоча і продовжував брати участь у художніх виставках у Вятці та Москві.

## Твори
Нині роботи М. М. Хохрякова виставлені в Державній Третьяковській галереї («Похмурий день» і «Вятка») та Раменському історико-художньому музеї.

## Пам'ять

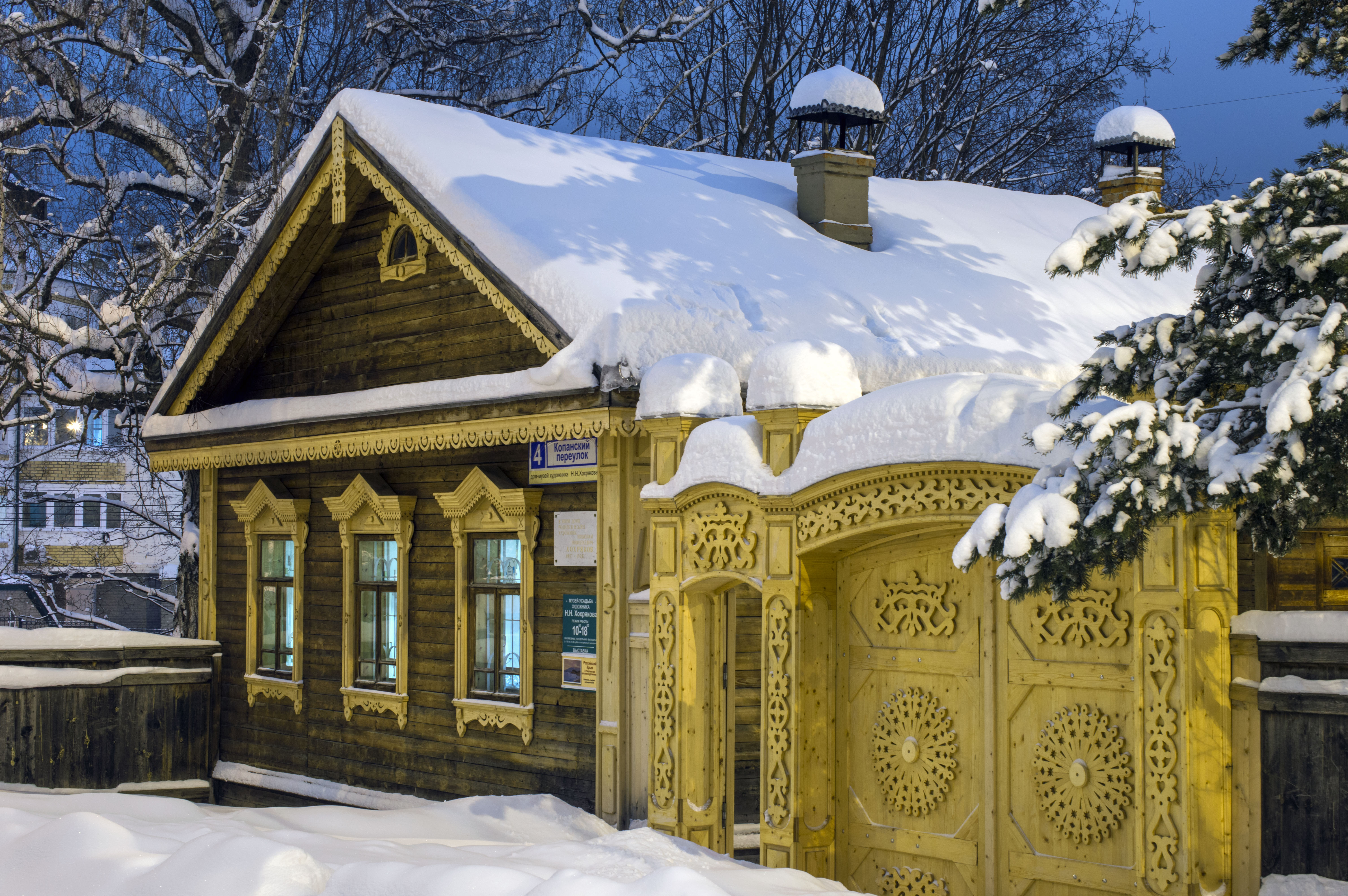
Дім-музей у Кірові

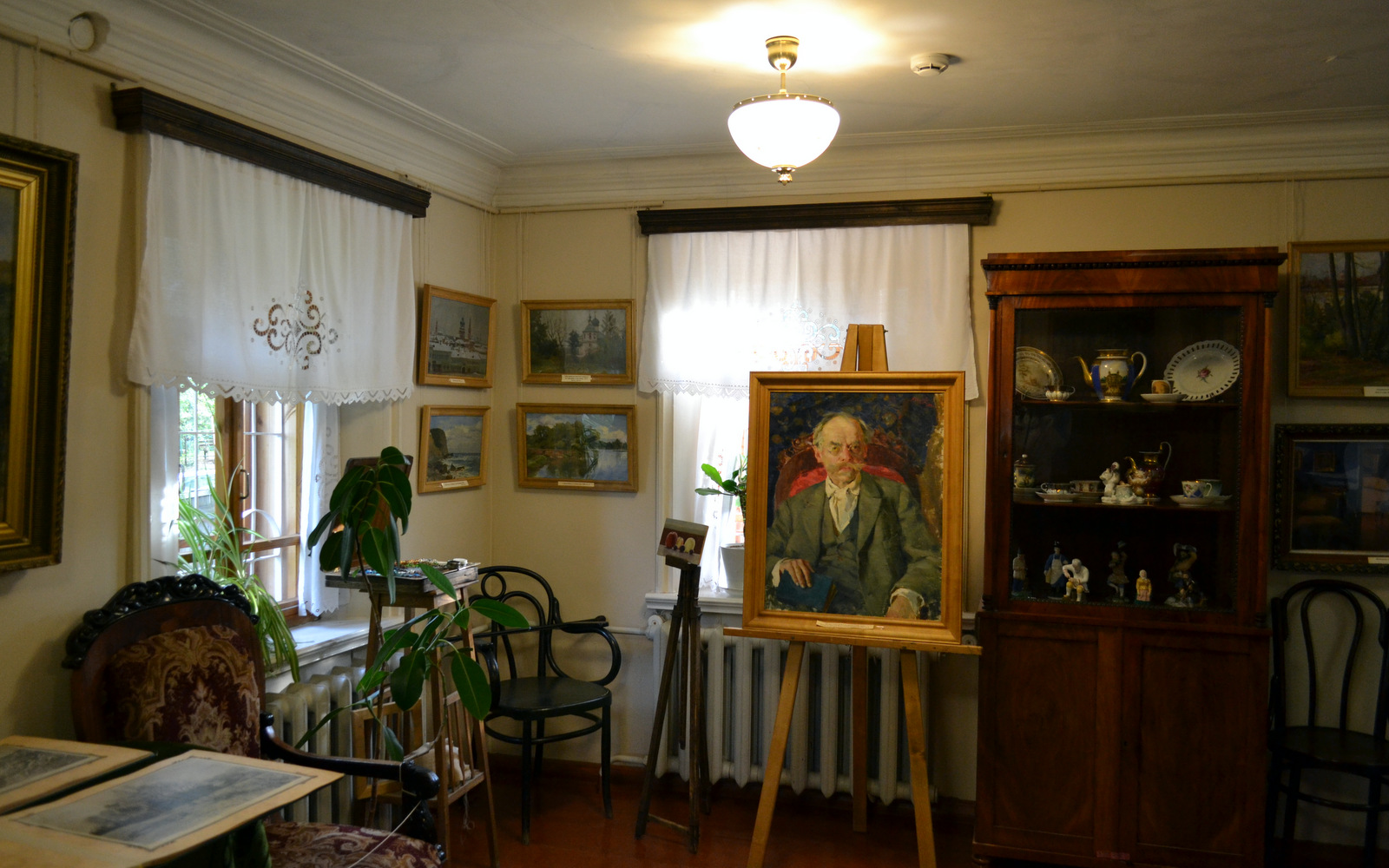
Інтер'єр дому-музею

У 1998 році відкритий дім-музей М. М. Хохрякова за адресою: м. Кіров, Копанський провулок, 4.
У січні 2008 року в Кірові в рамках засідання міського клубу «Вятські книголюби» ім. Є. Д. Петряєва була представлена книга «Життєпис на світанку століття» (Кіров, 2007) про життя і творчість Миколи Хохрякова.